# Aleksandr Beliavski
Aleksandr Guénrijovich Beliavski (en ruso: Алекса́ндр Ге́нрихович Беля́вский; en ucraniano: Олександр Белявський [Oleksandr Beliavski]; Leópolis (antigua RSS Ucrania), 17 de diciembre de 1953) es un ajedrecista ucraniano nacionalizado esloveno.
En la actualidad reside en Eslovenia, país del cual se hizo ciudadano en 1996 y defiende el primer tablero del equipo olímpico de ajedrez de dicho país.
Es conocido entre los Grandes Maestros de Ajedrez como 'Satán'.
Venció en el Campeonato del Mundo Juvenil en 1973, y ha sido cuatro veces campeón de la antigua Unión Soviética.
Posiblemente sea el jugador de alto nivel que tiene un repertorio de aperturas más clásico de la actualidad. Él juega el gambito de dama, la apertura Ruy López y la defensa francesa, entre otras.
En agosto de 2006, participó en un Torneo celebrado en Países Bajos en el que se enfrentaban Grandes Maestros ya veteranos (el equipo estaba formado por Ljubojević, Andersson, Yusúpov, Nunn y el propio Beliavski) contra representantes de la nueva ola del ajedrez encabezados por Magnus Carlsen, al que acompañaban Kariakin, Wang Hao, Smeets y Stellwagen; Beliavski alcanzó 6'5 puntos sobre 10 posibles en sus enfrentamientos contra los jóvenes, siendo el GM del equipo veterano que mejor puntuación obtuvo.
En septiembre de 2012, Beliavsky participó y ganó el ITT Simón Bolívar sorprendiendo a los más de 600 participantes del evento. Este importante éxito lo consiguió a la edad de 58 años. Este evento fue realizado en la ciudad de San Cristóbal, Venezuela, siendo este el más importante evento realizado en Venezuela, tanto por la cantidad de jugadores como la presencia de más de 60 jugadores titulados, entre ellos 30 grandes maestros. Beliavsky terminó de manera invicta con una puntuación de 8.5/10.